# Messiasia notospila
Messiasia notospila är en tvåvingeart som först beskrevs av Christian Rudolph Wilhelm Wiedemann 1828.  Messiasia notospila ingår i släktet Messiasia och familjen Mydidae. Inga underarter finns listade i Catalogue of Life.